# Rhyacodrilis brevidentatus
Rhyacodrilis brevidentatus är en ringmaskart. Rhyacodrilis brevidentatus ingår i släktet Rhyacodrilis och familjen glattmaskar. Inga underarter finns listade i Catalogue of Life.